# Насташевский, Святослав Анатольевич
Святосла́в Анато́льевич Насташе́вский (род. 2 октября 1962) — советский и российский актёр театра и кино, политический деятель, телеведущий и журналист. Входит в Федеральный политический Совет партии «РПР-ПАРНАС». Ранее — депутат Государственной думы России четвёртого созыва.

## Биография
Окончил Молдавский Государственный институт искусств имени Г. Музическу в Кишинёве (1984). Работал в Барнаульском ТЮЗе и Тираспольском театре драмы. В 1987 году сыграл главную роль в фильме «Перед свадьбой» (производство «Новосибирскфильм»). С 1988 года работал в Новосибирском ТЮЗе, после ухода из театра был столяром.
С 1993 года в течение десяти лет работал директором службы информации, был ведущим ежедневной информационной программы «Новости» и ряда других информационных, аналитических и публицистических программ в Телекомпании «НТН» (город Новосибирск). В 2003 году — руководитель редакции информационных программ телевидения, а затем редакции интернет-вещания в Гостелерадиокомпании «Новосибирск» (ГТРК).
В 2003 году избран депутатом Государственной думы четвёртого созыва по Заводскому одномандатному избирательному округу № 125 (Новосибирская область), баллотировался в качестве независимого кандидата. Первоначально не вошёл ни в одно из зарегистрированных депутатских объединений. С декабря 2006 года — член фракции «Народно-Патриотический Союз „Родина“ (Партия Национального Возрождения „Народная Воля“ — Социалистическая единая партия России — „Патриоты России“)». С февраля 2007 года — член фракции «Справедливая Россия — „Родина“ (народно-патриотический союз)». Член Комитета Государственной думы по информационной политике.
С 2005 года был членом политсовета Республиканской партии России.

## Карьера актёра кино
В 2011 году снялся в роли Семёна Игнатьева, министра госбезопасности, в телесериале «Товарищ Сталин». 
В 2015 году снялся в роли члена Совета директоров холдинга в телесериале «Всё только начинается».
В 2016 году снимался в роли заместителя Сергея Грачёва главы крупной нефтяной компании в телесериале «Игра. Реванш».
Снимался также в других телесериалах во второстепенных ролях. В 2018 году снялся в телесериале «Декабристка» в роли прокурора.

## Личная жизнь
Жена — актриса Татьяна Насташевская.

## Фильмография
- 1987 — Перед свадьбой — Иван Зуев
- 2004—2013 — Кулагин и партнёры — эпизоды
- 2006 — 2010 — Закон и порядок: Отдел оперативных расследований — Дорохов
- 2007 — 2011 — Час Волкова — врач
- 2009 — Супруги — Михаил Кривцов
- 2010 — Улики — заместитель прокурора
- 2010 — Мент в законе 3 — Викентьев, генерал
- 2010 — Наши соседи — главврач
- 2010 — Шахта — министр обороны
- 2010 — Варенька: И в горе, и в радости — Константин Федотов
- 2010 — Девятый отдел — Костя, криминалист
- 2010 — Москва. Центральный округ 3 — Артём Данилович Кислицкий
- 2011 — Брак по завещанию 2. Возвращение Сандры — Валера
- 2011 — СМЕРШ: Легенда для предателя — Фред
- 2011 — Товарищ Сталин — Игнатьев, министр госбезопасности
- 2011 — Новая жизнь сыщика Гурова. Продолжение — Виктор Кириллович Дорошевич
- 2011 — Паутина 5 — Крюков, полковник
- 2011 — 2012 — СОБР — отец Сергея
- 2011 — Slove. Прямо в сердце — Лев Куров
- 2011 — Мент в законе 4 — Викентьев, генерал
- 2011 — 2013 — Москва. Три вокзала — Пётр Васильевич Могилёв, подполковник ФСБ
- 2011 — М.У.Р. — майор-артиллерист (в титрах не указан)
- 2012 — Лесник. Продолжение — Дьяков
- 2012 — Средство от смерти — Пётр Вениаминович, коллега Битова
- 2012 — Второй убойный — редактор газеты
- 2012 — Мент в законе 5 — Владимир Дмитриевич Викентьев, генерал
- 2012 — Кто, если не я? — адвокат
- 2012 — Бигль — Марат Аянович Шайкенов
- 2012 — Без следа — Михаил, отец Кати
- 2013 — Петля времени — сенатор
- 2013 — Идеальное убийство — Игорь Петрович Новиков, следователь
- 2013 — Братаны 4 — Григорий, функционер
- 2013 — Простая жизнь — хозяин коттеджа
- 2013 — 2016 — Пятая стража — Владимир Шумилин
- 2013 — Ты не один — Игорь Петрович Воронов
- 2013 — Мент в законе 6 — Викентьев, генерал
- 2013 — До смерти красива — Ревшинин
- 2013 — Человек ниоткуда — Андрей Степанович, полковник
- 2013 — Красные горы — доктор
- 2014 — Мент в законе 8 — Владимир Дмитриевич Викентьев, генерал
- 2014 — Мент в законе 9 — Владимир Дмитриевич Викентьев, генерал
- 2014 — Надежда — врач в госпитале
- 2014 — Меч. Сезон второй — Жмакин, начальник смены охраны госпиталя
- 2014 — Охота — Вдовин, майор ФСБ
- 2014 — Москва никогда не спит — Трусов, помощник Горбунова
- 2015 — Морские дьяволы. Смерч 3 — Граф
- 2015 — 2017 — Последний мент — Александр Александрович Майоров, президент банка
- 2015 — Всё только начинается — член совета директоров холдинга
- 2015 — Пасечник 2 — кардиолог
- 2016 — Анна-детективъ — Афанасий Андреевич Сушков
- 2016 — Следствие любви — Воднев
- 2016 — Семейные обстоятельства — Михаил Соболь, вице-президент фирмы
- 2016 — Игра. Реванш — Александр Копылов, заместитель Грачёва
- 2017 — Дожить до любви — хирург
- 2018 — Другие — Николай Иванович, преподаватель
- 2018 — Спящие 2 — Львов
- 2018 — Я жив… — руководитель наружки
- 2018 — Жёлтый глаз тигра — Григорий Михайлович Берлинский, дядя Тани Ходоровой
- 2018 — Декабристка — прокурор
- 2018 — Хор — ведущий концерта «Песня года»
- 2019 — Оптимисты: Карибский сезон — капитан
- 2019 — Блудный сын — Андрей, гинеколог
- 2019 — Чернобыль: Зона отчуждения. Финал — папа Павла Вершинина (второй фильм; в титрах указан как Станислав Насташевский)
- 2019 — Месть на десерт — Лебедев
- 2019 — Безсоновъ — Каперанг
- 2019 — Хорошая жена — Валерий Козырев, отец Артёма
- 2019 — Ланцет — Лев Семёнович, конкурент Михайлюка
- 2020 — Гадалка 2 — Фёдор Иванович, замминистра, генерал-лейтенант
- 2020 — Одно тёплое слово — отец Юры
- 2020 — Два берега — первый секретарь обкома
- 2021 — Чувство правды — Николай Елисеев
- 2021 — Зацепка — Ефимов, адвокат
- 2021 — Кулагины — Лазарев
- 2022 — Восьмой участок — глава комиссии
- 2022 — Киллер — начальник Лосева
- 2022 — Чернобыль — Владимир Павлович Волошко
- 2024 — Любовь Советского Союза — Николай Погодин